# Огаста (Монтана)
Огаста (енгл. Augusta) насељено је место без административног статуса у америчкој савезној држави Монтана.

## Демографија
По попису из 2010. године број становника је 309, што је 25 (8,8%) становника више него 2000. године.
| Група             | 2000.       | 2010.       |
| Белци             | 263 (92,6%) | 288 (93,2%) |
| Афроамериканци    | 0 (0,0%)    | 0 (0,0%)    |
| Азијати           | 0 (0,0%)    | 1 (0,3%)    |
| Хиспаноамериканци | 5 (1,8%)    | 6 (1,9%)    |
| Укупно            | 284         | 309         |